# 10.4 남북정상선언
남북관계 발전과 평화번영을 위한 선언은 2007년 남북정상회담에서 대한민국의 16대 대통령 노무현과 북한 대표 김정일이 합의한 선언이다. 흔히 10·4 남북정상선언 또는 2007 남북정상선언으로 불리며, 10·4 선언으로 간추리기도 한다. 2007년 10월 4일 오후 1시, 평양 백화원 영빈관에서 남북 정상이 공동으로 서명했다.

## 배경

2007년 남북정상회담 당시

전임 김대중 정부의 햇볕정책을 계승한 참여정부의 노무현 대통령은 대북포용정책을 대북정책의 기조로 삼았다. 이는 여러 차례의 남북 군사회담, 6자회담 및 합의 도출 그리고 평화와 협력에 기반한 대북정책이 실행되는 것으로 연결되었다. 그러다 임기말 제2차 남북정상회담을 갖고 10,4 선언을 도출하게 된다.

## 내용
대한민국 노무현 대통령과 조선민주주의인민공화국 김정일 국방위원장 사이의 합의에 따라 노무현 대통령이 2007년 10월 2일부터 4일까지 평양을 방문하였다. 방문기간중 역사적인 상봉과 회담들이 있었다. 상봉과 회담에서는 6.15 공동선언의 정신을 재확인하고 남북관계발전과 한반도 평화, 민족공동의 번영과 통일을 실현하는데 따른 제반 문제들을 허심탄회하게 협의하였다. 쌍방은 우리민족끼리 뜻과 힘을 합치면 민족번영의 시대, 자주통일의 새시대를 열어 나갈수 있다는 확신을 표명하면서 6.15 공동선언에 기초하여 남북관계를 확대.발전시켜 나가기 위하여 다음과 같이 선언한다.
1. 남과 북은 6.15 공동선언을 고수하고 적극 구현해 나간다.
2. 남과 북은 사상과 제도의 차이를 초월하여 남북관계를 상호존중과 신뢰 관계로 확고히 전환시켜 나가기로 하였다.
3. 남과 북은 군사적 적대관계를 종식시키고 한반도에서 긴장완화와 평화를 보장하기 위해 긴밀히 협력하기로 하였다.
4. 남과 북은 현 정전체제를 종식시키고 항구적인 평화체제를 구축해 나가야 한다는데 인식을 같이하고 직접 관련된 3자 또는 4자 정상들이 한반도지역에서 만나 종전을 선언하는 문제를 추진하기 위해 협력해 나가기로 하였다.
5. 남과 북은 민족경제의 균형적 발전과 공동의 번영을 위해 경제협력사업을 공리공영과 유무상통의 원칙에서 적극 활성화하고 지속적으로 확대 발전시켜 나가기로 하였다.
6. 남과 북은 민족의 유구한 역사와 우수한 문화를 빛내기 위해 역사, 언어, 교육, 과학기술, 문화예술, 체육 등 사회문화 분야의 교류와 협력을 발전시켜 나가기로 하였다.
7. 남과 북은 인도주의 협력사업을 적극 추진해 나가기로 하였다.
8. 남과 북은 국제무대에서 민족의 이익과 해외 동포들의 권리와 이익을 위한 협력을 강화해 나가기로 하였다

## 같이 보기
- 2007년 남북정상회담
- 6.15 남북 공동선언
- 판문점 선언
- 9월 평양공동선언